# Fabroleskea austinii
Fabroleskea austinii là một loài Rêu trong họ Leskeaceae. Loài này được (Sull.) Best mô tả khoa học đầu tiên năm 1898.